# Водное поло на чемпионате мира по водным видам спорта 2013 (женщины)
Чемпионат мира по водному поло 2013 — 11-й турнир по водному поло в рамках чемпионата мира по водным видам спорта. Турнир прошёл в Барселоне (Испания). Победителем турнира в первый раз стала сборная Испания.

## Формат турнира
Групповой этап турнира был из трёх групп. В группе А было 6 команд, в группах B и C по 5 команд. Победители групп и занявшие вторые места в своих группах, переходят в Финал. Команды, занявшие третьи и четвёртые места в своих группах, переходят в турнир за 7-12 место. Команды, занявшие пятые места в своих группах, переходят в турнир за 13-16 место.

## Сборные
| Группа А - Узбекистан - Китай - Италия - Венгрия | Группа B - Россия - США - Греция - Казахстан | Группа C - Новая Зеландия - Канада - ЮАР - Австралия | Группа D - Германия - Бразилия - Испания - Нидерланды |

## Итоговое положение
| Место | Команда        |
| ----- | -------------- |
|       | Испания        |
|       | Австралия      |
|       | Венгрия        |
| 4     | Россия         |
| 5     | США            |
| 6     | Греция         |
| 7     | Нидерланды     |
| 8     | Канада         |
| 9     | Китай          |
| 10    | Италия         |
| 11    | Казахстан      |
| 12    | Новая Зеландия |
| 13    | Великобритания |
| 14    | Бразилия       |
| 15    | ЮАР            |
| 16    | Узбекистан     |

| Чемпион мира по водному поло 2013 |
| --------------------------------- |
| Испания Первый титул              |